# Os pássaros (Felícia Leirner)
Os pássaros, ou Grupo de Pássaros, é um monumento localizado na Praça da Sé, produzido por Felícia Leirner e inaugurado em 1979. Trata-se de uma peça que retrata, a partir de aves, noções de liberdade -- o tema é recorrente na obra da artista.
A peça, de bronze, tem as seguintes medidas, sem o pedestal: 1,0 metro x 1,68 metro x 1,02 metro.

## Galeria

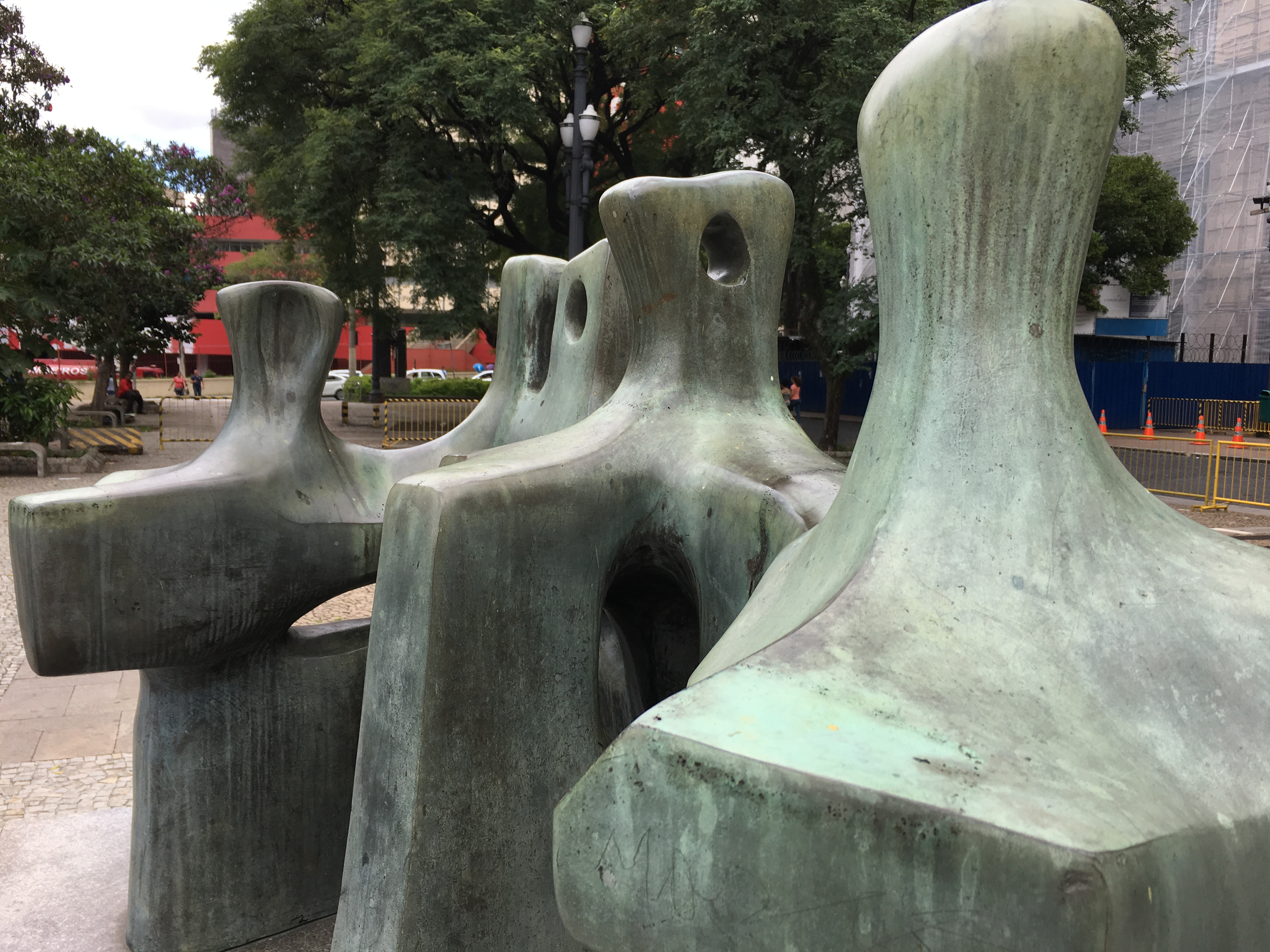
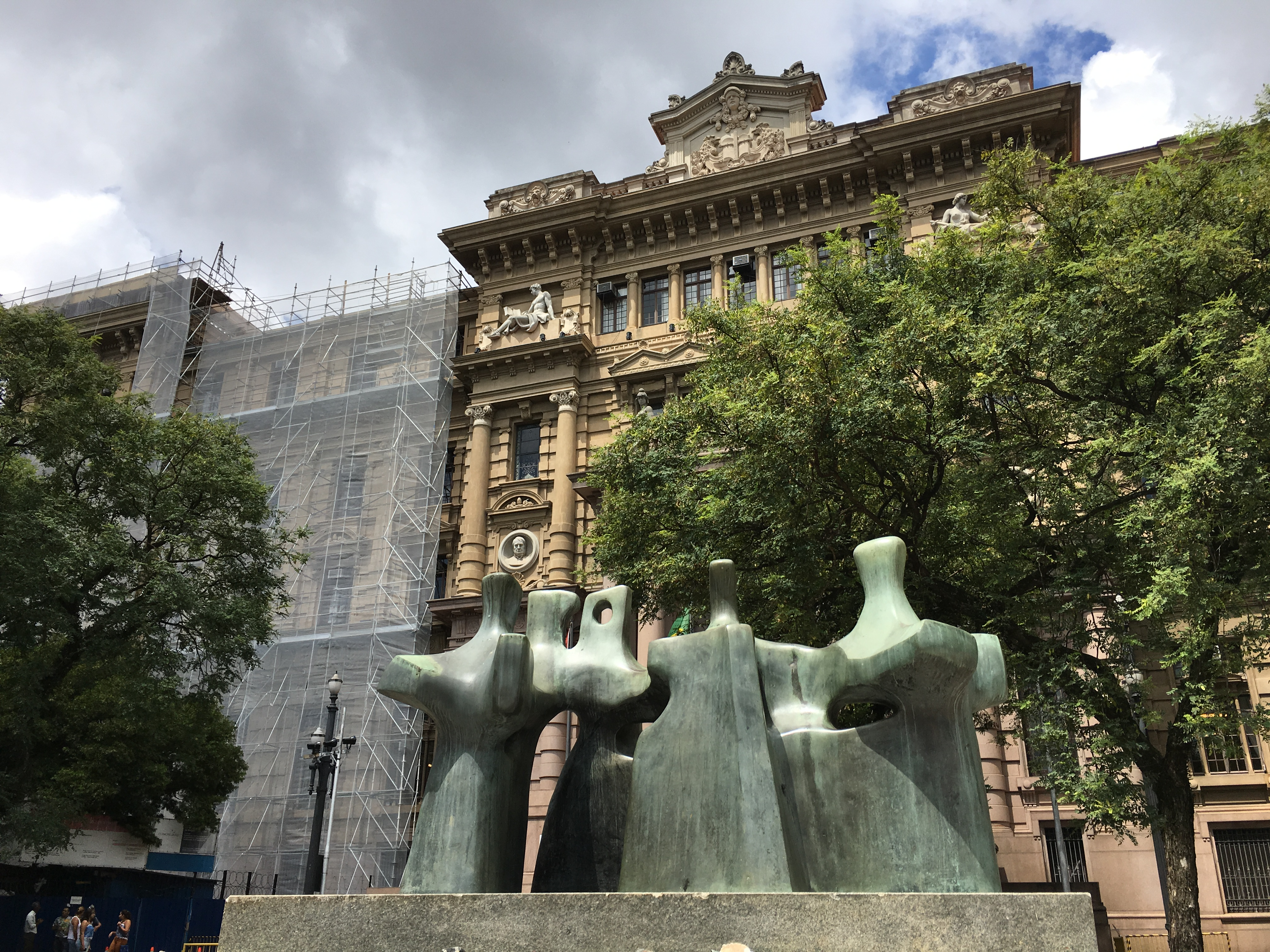
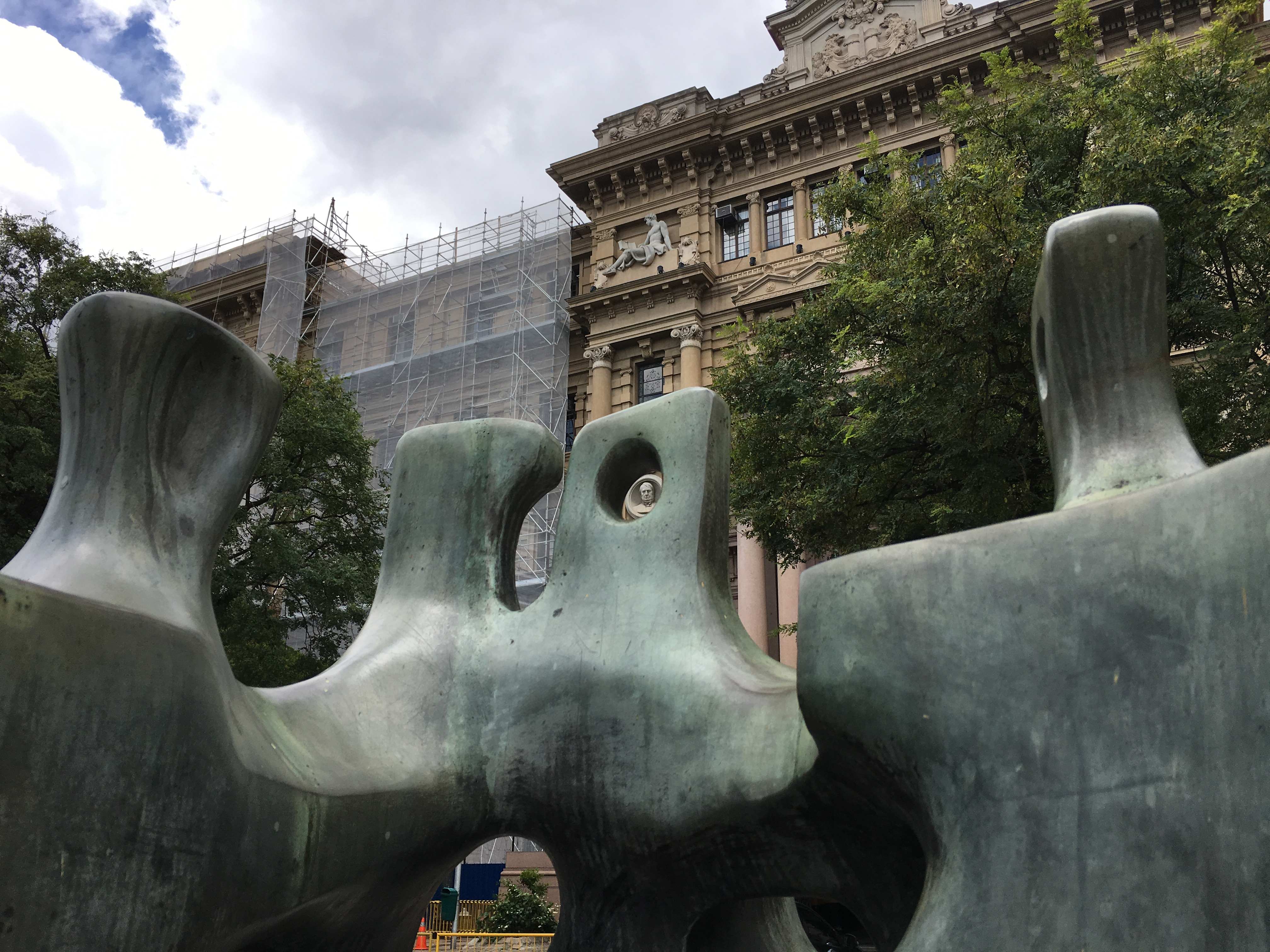